# شهرستان چاریشسکی
شهرستان چاریشسکی (به لاتین: Charyshsky District) یک شهرستان در روسیه است که در سرزمین آلتای واقع شده‌است.